# Chris Lytle
Chris Scott Lytle (ur. 18 sierpnia 1974 w Indianapolis) – amerykański zawodnik mieszanych sztuk walki (MMA) oraz bokser. Były Mistrz Świata Cage Rage w wadze półśredniej. Wieloletni zawodnik Ultimate Fighting Championship.

## Kariera MMA
W MMA zadebiutował 13 lutego 1999. Przez kolejne dwa lata występował głównie na japońskich galach Pancrase, lecz nie osiągnął tam większych sukcesów, notując porażki m.in. z Dave'em Menne'em, Ikuhisą Minową czy Shoniem Carterem. W latach 2001–2003, znaczącymi osiągnięciami była wygrana nad Kazuo Misakim oraz zdobycie mistrzowskiego pasa organizacji HOOKnSHOOT. Poza tym przegrywał z takimi zawodnikami jak Nick Diaz, czy Robbie Lawler na UFC 45.
W latach 2004–2006 związany głównie z Ultimate Fighting Championship oraz World Extreme Cagefighting, gdzie wygrywał większość walk, głównie przed czasem. 5 lutego 2005, przegrał z Ormianinem Karo Parizjanem na UFC 51, a 19 maja tego samego roku, pokonał Patricka Healy'ego na gali WEC 15.
4 lutego 2006, zdobył pas brytyjskiej organizacji Cage Rage w wadze półśredniej, poddając w mistrzowskim pojedynku Rossa Masona. W tym samym roku wziął udział w reality show The Ultimate Fighter. Doszedł w nim do finału, w którym, 11 listopada, przegrał z Mattem Serrą niejednogłośnie na punkty. W kolejnej walce dla UFC, 3 marca 2007, zmierzył się z gwiazdą organizacji, byłym mistrzem, Mattem Hughesem, ostatecznie przegrywając wysoko na punkty.
Lata 2007-2011, to występy wyłącznie dla UFC gdzie przez swoje emocjonujące i dynamiczne walki otrzymywał bonusy finansowe od organizatorów. W sumie zebrał ich aż dziesięć w ramach nokautu, poddań oraz walk wieczoru. W tym czasie, mierzył się z takimi zawodnikami jak Matt Brown, Thiago Alves, Josh Koscheck, Matt Serra czy Dan Hardy – wygrywając z Brownem (dwukrotnie), w rewanżu z Serrą oraz Hardym. Za pokonanie tego ostatniego otrzymał dwie nagrody bonusowe – za poddanie i walkę wieczoru. Po walce z Brytyjczykiem zakończył karierę zawodniczą.

## Kariera bokserska
Między startami w MMA, rywalizował również w zawodowym boksie. W latach 2002–2005 uzyskał bilans 13 zwycięstw, 1 porażki oraz 1 remisu. W tym czasie zdobył m.in. mistrzostwo Stanu Indiana, które dwukrotnie obronił.

## Osiągnięcia
Mieszane sztuki walki:
- 2003: Mistrz HOOKnSHOOT w wadze półśredniej
- 2003: Mistrz AFC w wadze półśredniej[3]
- 2006-2007: Mistrz Świata Cage Rage w wadze półśredniej
- 2006: The Ultimate Fighter 4 – finalista programu
- 10-krotny zdobywca nagród bonusowych w UFC (sześć walk, jeden nokaut oraz trzy poddania wieczoru)[4]

Boks:
- 2003: Mistrz Indiana Boxing Association w wadze półciężkiej